# Werner Malitz
Werner Malitz (22 de setembro de 1926 – 28 de maio de 2017) foi um.ciclista alemão que competiu no ciclismo nos Jogos Olímpicos de Verão de 1956, pela equipe Alemã Unida.